# اللقية (جازان)
اللقية هي إحدى قرى محافظة صامطة التابعة لمنطقة جازان الواقعة جنوب غرب السعودية. وتقع القرية شرق محافظة صامطة بحوالي 18 كم، وتبعد عن محافظة أحد المسارحة بحوالي 16 كم.